# Mirufens platyopterae
Mirufens platyopterae är en stekelart som beskrevs av Lou, Cong och Yuan 1997. Mirufens platyopterae ingår i släktet Mirufens och familjen hårstrimsteklar. Inga underarter finns listade i Catalogue of Life.